# ばらっぱまんじゅう
ばらっぱまんじゅうは、千葉県北総地域の郷土料理。饅頭を「ばらっぱ」と呼ばれる葉に乗せて蒸しあげた料理である。

## 概要
「ばらっぱ」とは、サンキライ（山帰来）とも呼ばれるサルトリイバラの葉のこと。6月中旬に採集したサルトリイバラの若葉を塩漬けにしたものが使用される。
祭りやお盆といったハレの日や、人が集まる際に材料を持ち寄って作って、食されている。
初夏に収穫された小麦を挽いて皮をつくり、自家製のあんを使った饅頭をサルトリイバラの葉に乗せて蒸しあげる。あんには小豆餡のほか、サツマイモやカボチャなども使用される。
北総地域ではスーパーマーケットなどでも市販されている。